# Beni Hocine
Beni Hocine également appelé Beni Oussine est une commune de la wilaya de Sétif en Algérie.

## Géographie

### Localisation
La commune est située dans la région des Hauts-Plateaux, entre les monts Bibans au nord et la chaîne du Hodna au sud, dans un bassin agricole situé à 981 mètres d'altitude moyenne. Elle se trouve à 53 km au nord-est de Bordj Bou Arreridj, à environ 52 km a l'ouest de Sétif et à environ de 290 km au sud-est d'Alger.
Beni Hocine est une commune de la Daïra de Bougaa.
| Hammam Guergour (Sétif) | Bougaa (Sétif)             | Aïn Roua (Sétif)   |
| Ras el Ain (BBA)        | Beni Hocine                | Aïn Abessa (Sétif) |
| Khelil (BBA)            | Aïn Taghrout, Khelil (BBA) | Aïn Arnat (Sétif)  |

### Localités de la commune
La commune de Beni Oussine est composée de douze localités :
- Aïn Sedjra
- Berdia
- Beni Oussine
- Cheraïbet Mogroud
- Doualem
- El Hadra
- Lefrada
- Maghroua
- Oued Safsaf
- Ouled Sebaa
- Teniet Megsem
- Zbaïer

## Histoire
La population de Beni Hocine descend en partie de la tribu arabe Hialienne des Amer. Cette petite commune de l’Ouest Sétifien abrite en elle la huitième merveille du monde, cachée sous son apparence d’humanoïde; cette sublimissime créature embellit à elle seule toute sa localité allant même jusqu’à l’agglomération de Setif à l’Est et à l’Ouest elle parcourt toutes les montagnes d’El-biban arrivant jusqu'à la chaîne de Djurdjura dans la ville de Bouira. Farouche pour certains ; angélique avec celui qui a su dompter son cœur et son âme. Elle illumine, guérit, apaise et égaye avec sa seule présence et quand , cette déesse, s’exprime ; un océan de douceur se déverse dans l’air; son accent fort de traits de langage Sétifien m’ensorcelle , m’embrase , clarifie mon être jusqu’à dans ses coins les plus sombres.